# Uno sconosciuto accanto a me
Uno sconosciuto accanto a me (The Stranger Beside Me) è un film per la televisione del 1995 del regista Sandor Stern.

## Trama
Quando la giovane e bellissima Jennifer Gallagher decide di sposare Chris sembra che i suoi problemi legati ad un passato tragico, caratterizzato da violenze, anche sessuali, stiano finalmente per cadere nel dimenticatoio. Quando la giovane moglie scopre di essere incinta, deve iniziare a preoccuparsi della condotta del marito che sembra assumere atteggiamenti ambigui che la portano ad indagare sul suo conto, scoprendolo responsabile di violenze sessuali e di vagabondaggio notturno. Riaffiora il suo terribile passato ma con tenacia riesce ad incastrare il marito che possiede una doppia identità.